# Дослидное (Днепропетровская область)
Дослидное (укр. Дослідне) — посёлок, Новоалександровский сельский совет, Днепровский район, Днепропетровская область, Украина.
Код КОАТУУ — 1221486205. Население по переписи 2001 года составляло 2126 человек.

## Географическое положение
Посёлок Дослидное примыкает к городу Днепр.
Рядом проходит автомобильная дорога Н-08 и железная дорога, станция Встречный в 1,5 км.

## Экономика
- «Агромодуль», ООО.
- «Автекс», ОАО.
- «Тотус», ТД.
- «Трейдинг Плюс», ООО.
- Днепропетровский областной учебный центр по переподготовке и повышению квалификации руководящих работников и специалистов АПК.

## Объекты социальной сферы
- Клуб.